# (4018) Bratislava
(4018) Bratislava es un asteroide perteneciente al cinturón de asteroides, descubierto el 30 de diciembre de 1980 por Antonín Mrkos desde el Observatorio Kleť, České Budějovice, República Checa.

## Designación y nombre
Designado provisionalmente como 1980 YM. Fue nombrado Bratislava en homenaje a Bratislava capital de Eslovaquia.